# Sportverein Waldhof Mannheim 07 1992-1993
Questa voce raccoglie le informazioni riguardanti lo Sportverein Waldhof Mannheim 07 nelle competizioni ufficiali della stagione 1992-1993.

## Stagione
Nella stagione 1992-1993 il Mannheim, allenato da Klaus Toppmöller, concluse il campionato di 2. Bundesliga al 4º posto. In Coppa di Germania il Mannheim fu eliminato al terzo turno dall'Eintracht Francoforte.

## Rosa
| N. |                      | Ruolo | Calciatore        |
| -- | -------------------- | ----- | ----------------- |
|    | Germania (bandiera)  | P     | Andreas Clauß     |
|    | Finlandia (bandiera) | P     | Kari Laukkanen    |
|    | Germania (bandiera)  | D     | Roland Dickgießer |
|    | Germania (bandiera)  | D     | Andreas Fellhauer |
|    | Germania (bandiera)  | D     | Marc Pehr         |
|    | Germania (bandiera)  | D     | Torsten Wohlert   |
|    | Germania (bandiera)  | D     | Sven Zahnleiter   |
|    | Germania (bandiera)  | C     | Matthias Blum     |
|    | Germania (bandiera)  | C     | Matthias Dehoust  |
|    | Germania (bandiera)  | C     | René Hecker       |
|    | Germania (bandiera)  | C     | Norbert Hofmann   |
|    | Germania (bandiera)  | C     | Thomas Lasser     |

| N. |                     | Ruolo | Calciatore        |
| -- | ------------------- | ----- | ----------------- |
|    | Germania (bandiera) | C     | Norbert Nachtweih |
|    | Germania (bandiera) | C     | Wolfram Schanda   |
|    | Germania (bandiera) | C     | Manfred Schnalke  |
|    | Serbia (bandiera)   | C     | Slaven Stanic     |
|    | Germania (bandiera) | C     | Tom Stohn         |
|    | Germania (bandiera) | C     | Uwe Weidemann     |
|    | Germania (bandiera) | A     | Uwe Freiler       |
|    | Germania (bandiera) | A     | Jörg Kirsten      |
|    | Ghana (bandiera)    | A     | Richard Naawuh    |
|    | Russia (bandiera)   | A     | Dmitriy Petrenko  |
|    | Germania (bandiera) | A     | Olaf Schmäler     |
|    | Germania (bandiera) | A     | Danny Winkler     |

## Organigramma societario
Area tecnica
- Allenatore: Klaus Toppmöller
- Allenatore in seconda: Valentin Herr
- Preparatore dei portieri:
- Preparatori atletici:

## Calciomercato

### Sessione estiva
| Acquisti | Acquisti        | Acquisti              | Acquisti |
| R.       | Nome            | da                    | Modalità |
| -------- | --------------- | --------------------- | -------- |
| C        | René Hecker     | Erzgebirge Aue        |          |
| A        | Jörg Kirsten    | Erzgebirge Aue        |          |
| C        | Thomas Lasser   | Eintracht Francoforte |          |
| C        | Wolfram Schanda | Eintracht Treviri     |          |
| A        | Olaf Schmäler   | Stoccarda             |          |
| C        | Tom Stohn       | Erzgebirge Aue        |          |
| C        | Uwe Weidemann   | Norimberga            |          |

| Cessioni | Cessioni        | Cessioni           | Cessioni |
| R.       | Nome            | a                  | Modalità |
| -------- | --------------- | ------------------ | -------- |
| P        | Peter Eich      | Homburg            |          |
| C        | Dieter Hecking  | Lokomotive Lipsia  |          |
| C        | Matthias Lust   | Saarbrücken        |          |
| C        | Thomas Renner   | Unterhaching       |          |
| D        | Bernd Schindler | VfR Mannheim       |          |
| C        | Stefan Strerath | Fortuna Düsseldorf |          |

### Sessione invernale
| Acquisti | Acquisti | Acquisti | Acquisti |
| R.       | Nome     | da       | Modalità |
| -------- | -------- | -------- | -------- |

| Cessioni | Cessioni | Cessioni | Cessioni |
| R.       | Nome     | a        | Modalità |
| -------- | -------- | -------- | -------- |

## Risultati

### 2. Bundesliga

#### Girone di andata
| Arbitro: | Berg |

|  |           |           |
|  | Marcatori | 75’ Stohn |

| Arbitro: | Merk |

|               |           |  |
| Nachtweih 52’ | Marcatori |  |

| Arbitro: | Haupt |

|           |           |            |
| Lange 17’ | Marcatori | 6’ Schanda |

| Arbitro: | Strampe |

|               |           |  |
| Nachtweih 48’ | Marcatori |  |

| Arbitro: | Prengel |

|                                                           |           |  |
| Golombek 21’ Grether 45’ Wollitz 59’, 75’, 89’ Meinke 87’ | Marcatori |  |

| Arbitro: | Albrecht |

|                                          |           |  |
| Schmäler 40’ Nachtweih 61’ Fellhauer 90’ | Marcatori |  |

| Arbitro: | Malbranc |

|             |           |  |
| Palumbo 83’ | Marcatori |  |

| Arbitro: | Weise |

|             |           |                     |
| Wohlert 30’ | Marcatori | 40’ Spies 49’ Burić |

| Arbitro: | Kuhne |

|                     |           |            |
| Reich 41’ Holze 74’ | Marcatori | 6’ Schanda |

| Arbitro: | Scheuerer |

|                        |           |              |
| Hecker 17’ Freiler 28’ | Marcatori | 84’ Zweigler |

| Arbitro: | Wippermann |

|                                     |           |                       |
| Kosanovic 25’ Dickgießer 54’ (aut.) | Marcatori | 20’ Hecker 34’ Lasser |

| Arbitro: | Schmidhuber |

|                                      |           |                |
| Kirsten 44’ Hecker 54’ Nachtweih 90’ | Marcatori | 79’ Szangolies |

| Arbitro: | Fröhlich |

|                                             |           |             |
| Pehr 38’ (aut.) Sundermann 51’ Wójcicki 61’ | Marcatori | 64’ Kirsten |

| Arbitro: | Aust |

|            |           |                           |
| Wagner 54’ | Marcatori | 67’ Freiler 84’ Weidemann |

| Arbitro: | Harder |

|                         |           |            |
| Schmäler 14’ Hecker 76’ | Marcatori | 57’ Preetz |

| Meppen 27 settembre 1992, ore 15:00 CEST 16ª giornata | Meppen    | 0 – 0 referto | Waldhof Mannheim | Emslandstadion (5 500 spett.)\| Arbitro: \| Steinborn \| |
| Arbitro:                                              | Steinborn |               |                  |                                                          |

| Arbitro: | Osmers |

|                            |           |  |
| Schmäler 25’ Nachtweih 74’ | Marcatori |  |

| Amburgo 18 ottobre 1992, ore 15:00 CET 18ª giornata | St. Pauli | 0 – 0 referto | Waldhof Mannheim | Millerntor-Stadion (12 645 spett.)\| Arbitro: \| Jansen \| |
| Arbitro:                                            | Jansen    |               |                  |                                                            |

| Arbitro: | Werthmann |

|                  |           |                      |
| Freiler 11’, 20’ | Marcatori | 30’ Gries 50’ Basler |

| Arbitro: | Mölm |

|           |           |             |
| Pfahl 23’ | Marcatori | 51’ Hofmann |

| Arbitro: | Theobald |

|                                      |           |          |
| Fellhauer 58’ Kirsten 73’ Stanic 83’ | Marcatori | 51’ Aden |

| Arbitro: | Pohlmann |

|                                  |           |  |
| Rische 60’ Hobsch 63’ Edmond 88’ | Marcatori |  |

| Arbitro: | Amerell |

|             |           |                        |
| Kirsten 84’ | Marcatori | 4’ Tönnies 71’ Küttner |

#### Girone di ritorno
| Mannheim 6 dicembre 1992, ore 14:00 CET 24ª giornata | Waldhof Mannheim | 0 – 0 referto | Fortuna Colonia | Stadion am Alsenweg (4 500 spett.)\| Arbitro: \| Fleske \| |
| Arbitro:                                             | Fleske           |               |                 |                                                            |

| Arbitro: | Fröhlich |

|                         |           |                          |
| Lemberger 51’ Leitl 81’ | Marcatori | 17’ Petrenko 67’ Freiler |

| Arbitro: | Hauer |

|                               |           |  |
| Kirsten 38’, 80’ Petrenko 71’ | Marcatori |  |

| Arbitro: | Brandt-Chollé |

|                |           |                                         |
| Cyroń 21’, 42’ | Marcatori | 20’ Kirsten 49’ Petrenko 60’ Dickgießer |

| Arbitro: | Fischer |

|                                    |           |  |
| Kirsten 22’ Lasser 42’ Hofmann 50’ | Marcatori |  |

| Arbitro: | Stenzel |

|                      |           |                          |
| Wuckel 51’ Linke 84’ | Marcatori | 69’ Hofmann 81’ Petrenko |

| Arbitro: | Assenmacher |

|                                 |           |  |
| Petrenko 69’ Nachtweih 72’, 90’ | Marcatori |  |

| Arbitro: | Weber |

|                       |           |                           |
| Dickgießer 37’ (aut.) | Marcatori | 40’ Kirsten 70’ Weidemann |

| Arbitro: | Müller |

|                        |           |              |
| Wohlert 28’ Naawuh 84’ | Marcatori | 33’ Lieberam |

| Arbitro: | Führer |

|          |           |             |
| Veit 60’ | Marcatori | 36’ Wohlert |

| Arbitro: | Kuhne |

|                         |           |  |
| Petrenko 12’ Naawuh 79’ | Marcatori |  |

| Arbitro: | Dellwing |

|           |           |  |
| Röser 45’ | Marcatori |  |

| Arbitro: | Strigel |

|            |           |  |
| Hecker 73’ | Marcatori |  |

| Arbitro: | Frey |

|               |           |  |
| Weidemann 10’ | Marcatori |  |

| Arbitro: | Steinborn |

|                        |           |             |
| Wegmann 79’ Preetz 89’ | Marcatori | 90’ Freiler |

| Arbitro: | Zerr |

|  |           |                                 |
|  | Marcatori | 30’ Thoben 87’ Helmer 90’ Bujan |

| Arbitro: | Assenmacher |

|            |           |                           |
| Maciel 37’ | Marcatori | 45’ Freiler 90’ Weidemann |

| Arbitro: | Schmidhuber |

|             |           |           |
| Freiler 57’ | Marcatori | 79’ Gatti |

| Arbitro: | Harder |

|                         |           |  |
| Basler 58’ Lünsmann 70’ | Marcatori |  |

| Arbitro: | Krug |

|                                             |           |  |
| Dickgießer 34’ Petrenko 60’, 82’ Hecker 85’ | Marcatori |  |

| Braunschweig 25 maggio 1993, ore 20:00 CEST 44ª giornata | Eintracht Braunschweig | 0 – 0 referto | Waldhof Mannheim | Stadion an der Hamburger Straße (9 152 spett.)\| Arbitro: \| Aust \| |
| Arbitro:                                                 | Aust                   |               |                  |                                                                      |

| Mannheim 30 maggio 1993, ore 15:00 CEST 45ª giornata | Waldhof Mannheim | 0 – 0 referto | VfB Lipsia | Stadion am Alsenweg (15 200 spett.)\| Arbitro: \| Dellwing \| |
| Arbitro:                                             | Dellwing         |               |            |                                                               |

| Arbitro: | Strampe |

|                                            |           |                                       |
| Szewczyk 40’, 48’ Ksienzyk 51’ Tönnies 73’ | Marcatori | 35’ Nachtweih 58’ Kirsten 76’ Hofmann |

### Coppa di Germania
| Arbitro: | Hoffmann |

|                           |           |                                            |
| Rexroth 20’, 56’ Kunz 86’ | Marcatori | 5’, 14’ Schmäler 16’ Freiler 85’ Weidemann |

| Arbitro: | Gläser |

|                                          |           |              |
| Yeboah 100’ Schmitt 106’, 107’ Binz 110’ | Marcatori | 120’ Winkler |

## Statistiche

### Statistiche di squadra
| Competizione      | Punti | In casa | In casa | In casa | In casa | In casa | In casa | In trasferta | In trasferta | In trasferta | In trasferta | In trasferta | In trasferta | Totale | Totale | Totale | Totale | Totale | Totale | DR  |
| Competizione      | Punti | G       | V       | N       | P       | Gf      | Gs      | G            | V            | N            | P            | Gf           | Gs           | G      | V      | N      | P      | Gf     | Gs     | DR  |
| ----------------- | ----- | ------- | ------- | ------- | ------- | ------- | ------- | ------------ | ------------ | ------------ | ------------ | ------------ | ------------ | ------ | ------ | ------ | ------ | ------ | ------ | --- |
| 2. Bundesliga     | 55    | 23      | 16      | 4       | 3       | 41      | 15      | 23           | 5            | 9            | 9            | 25           | 38           | 46     | 21     | 13     | 12     | 66     | 53     | +13 |
| Coppa di Germania | -     | 0       | 0       | 0       | 0       | 0       | 0       | 2            | 1            | 0            | 1            | 5            | 7            | 2      | 1      | 0      | 1      | 5      | 7      | -2  |
| Totale            | 55    | 23      | 16      | 4       | 3       | 41      | 15      | 25           | 6            | 9            | 10           | 30           | 45           | 48     | 22     | 13     | 13     | 71     | 60     | +11 |

### Andamento in campionato
| Giornata  | 1 | 2 | 3 | 4 | 5 | 6 | 7 | 8  | 9  | 10 | 11 | 12 | 13 | 14 | 15 | 16 | 17 | 18 | 19 | 20 | 21 | 22 | 23 | 24 | 25 | 26 | 27 | 28 | 29 | 30 | 31 | 32 | 33 | 34 | 35 | 36 | 37 | 38 | 39 | 40 | 41 | 42 | 43 | 44 | 45 | 46 |
| --------- | - | - | - | - | - | - | - | -- | -- | -- | -- | -- | -- | -- | -- | -- | -- | -- | -- | -- | -- | -- | -- | -- | -- | -- | -- | -- | -- | -- | -- | -- | -- | -- | -- | -- | -- | -- | -- | -- | -- | -- | -- | -- | -- | -- |
| Luogo     | T | C | T | C | T | C | T | C  | T  | C  | T  | C  | T  | T  | C  | T  | C  | T  | C  | T  | C  | T  | C  | C  | T  | C  | T  | C  | T  | C  | T  | C  | T  | C  | T  | C  | C  | T  | C  | T  | C  | T  | C  | T  | C  | T  |
| Risultato | V | V | N | V | P | V | P | P  | P  | V  | N  | V  | P  | V  | V  | N  | V  | N  | N  | N  | V  | P  | P  | N  | N  | V  | V  | V  | N  | V  | V  | V  | N  | V  | P  | V  | V  | P  | P  | V  | N  | P  | V  | N  | N  | P  |
| Posizione | 5 | 3 | 6 | 2 | 6 | 4 | 7 | 12 | 14 | 11 | 10 | 7  | 10 | 9  | 8  | 7  | 5  | 6  | 6  | 6  | 6  | 6  | 6  | 7  | 6  | 5  | 5  | 4  | 4  | 4  | 4  | 4  | 4  | 4  | 4  | 4  | 3  | 4  | 4  | 4  | 4  | 4  | 4  | 4  | 4  | 4  |

Legenda:

Luogo: C = Casa; T = Trasferta. Risultato: V = Vittoria; N = Pareggio; P = Sconfitta.

### Statistiche dei giocatori
| Giocatore     | 2. Bundesliga | 2. Bundesliga | 2. Bundesliga | 2. Bundesliga | Coppa di Germania | Coppa di Germania | Coppa di Germania | Coppa di Germania | Totale   | Totale | Totale      | Totale     |
| Giocatore     | Presenze      | Reti          | Ammonizioni   | Espulsioni    | Presenze          | Reti              | Ammonizioni       | Espulsioni        | Presenze | Reti   | Ammonizioni | Espulsioni |
| ------------- | ------------- | ------------- | ------------- | ------------- | ----------------- | ----------------- | ----------------- | ----------------- | -------- | ------ | ----------- | ---------- |
| M. Blum       | 4             | 0             | 0             | 0             | 1                 | 0                 | 0                 | 0                 | 5        | 0      | 0           | 0          |
| A. Clauß      | 5             | 0             | 0             | 0             | 0                 | 0                 | 0                 | 0                 | 5        | 0      | 0           | 0          |
| M. Dehoust    | 3             | 0             | 0             | 1             | 0                 | 0                 | 0                 | 0                 | 3        | 0      | 0           | 1          |
| R. Dickgießer | 30            | 2             | 6             | 1             | 0                 | 0                 | 0                 | 0                 | 30       | 2      | 6           | 1          |
| A. Fellhauer  | 32            | 2             | 7             | 0             | 1                 | 0                 | 0                 | 0                 | 33       | 2      | 7           | 0          |
| U. Freiler    | 34            | 8             | 4             | 0             | 2                 | 1                 | 0                 | 0                 | 36       | 9      | 4           | 0          |
| R. Hecker     | 34            | 6             | 7             | 0             | 2                 | 0                 | 0                 | 0                 | 36       | 6      | 7           | 0          |
| N. Hofmann    | 41            | 4             | 7             | 0             | 2                 | 0                 | 0                 | 0                 | 43       | 4      | 7           | 0          |
| J. Kirsten    | 38            | 10            | 5             | 0             | 0                 | 0                 | 0                 | 0                 | 38       | 10     | 5           | 0          |
| T. Lasser     | 38            | 2             | 6             | 1             | 2                 | 0                 | 0                 | 1                 | 40       | 2      | 6           | 2          |
| K. Laukkanen  | 42            | 0             | 2             | 0             | 2                 | 0                 | 0                 | 0                 | 44       | 0      | 2           | 0          |
| R. Naawuh     | 11            | 2             | 3             | 1             | 1                 | 0                 | 0                 | 0                 | 12       | 2      | 3           | 1          |
| N. Nachtweih  | 41            | 8             | 3             | 0             | 2                 | 0                 | 0                 | 0                 | 43       | 8      | 3           | 0          |
| M. Pehr       | 5             | 0             | 0             | 1             | 1                 | 0                 | 0                 | 0                 | 6        | 0      | 0           | 1          |
| D. Petrenko   | 22            | 8             | 2             | 0             | 0                 | 0                 | 0                 | 0                 | 22       | 8      | 2           | 0          |
| W. Schanda    | 19            | 2             | 1             | 0             | 2                 | 0                 | 0                 | 0                 | 21       | 2      | 1           | 0          |
| O. Schmäler   | 16            | 3             | 2             | 0             | 2                 | 2                 | 0                 | 0                 | 18       | 5      | 2           | 0          |
| M. Schnalke   | 35            | 0             | 7             | 1             | 2                 | 0                 | 1                 | 0                 | 37       | 0      | 8           | 1          |
| S. Stanic     | 12            | 1             | 0             | 1             | 0                 | 0                 | 0                 | 0                 | 12       | 1      | 0           | 1          |
| T. Stohn      | 37            | 1             | 13            | 1             | 1                 | 0                 | 0                 | 0                 | 38       | 1      | 13          | 1          |
| U. Weidemann  | 33            | 4             | 5             | 0             | 1                 | 1                 | 0                 | 0                 | 34       | 5      | 5           | 0          |
| D. Winkler    | 11            | 0             | 0             | 0             | 1                 | 1                 | 0                 | 0                 | 12       | 1      | 0           | 0          |
| T. Wohlert    | 45            | 3             | 15            | 2             | 1                 | 0                 | 0                 | 0                 | 46       | 3      | 15          | 2          |
| S. Zahnleiter | 1             | 0             | 1             | 0             | 0                 | 0                 | 0                 | 0                 | 1        | 0      | 1           | 0          |